# Meeting UC

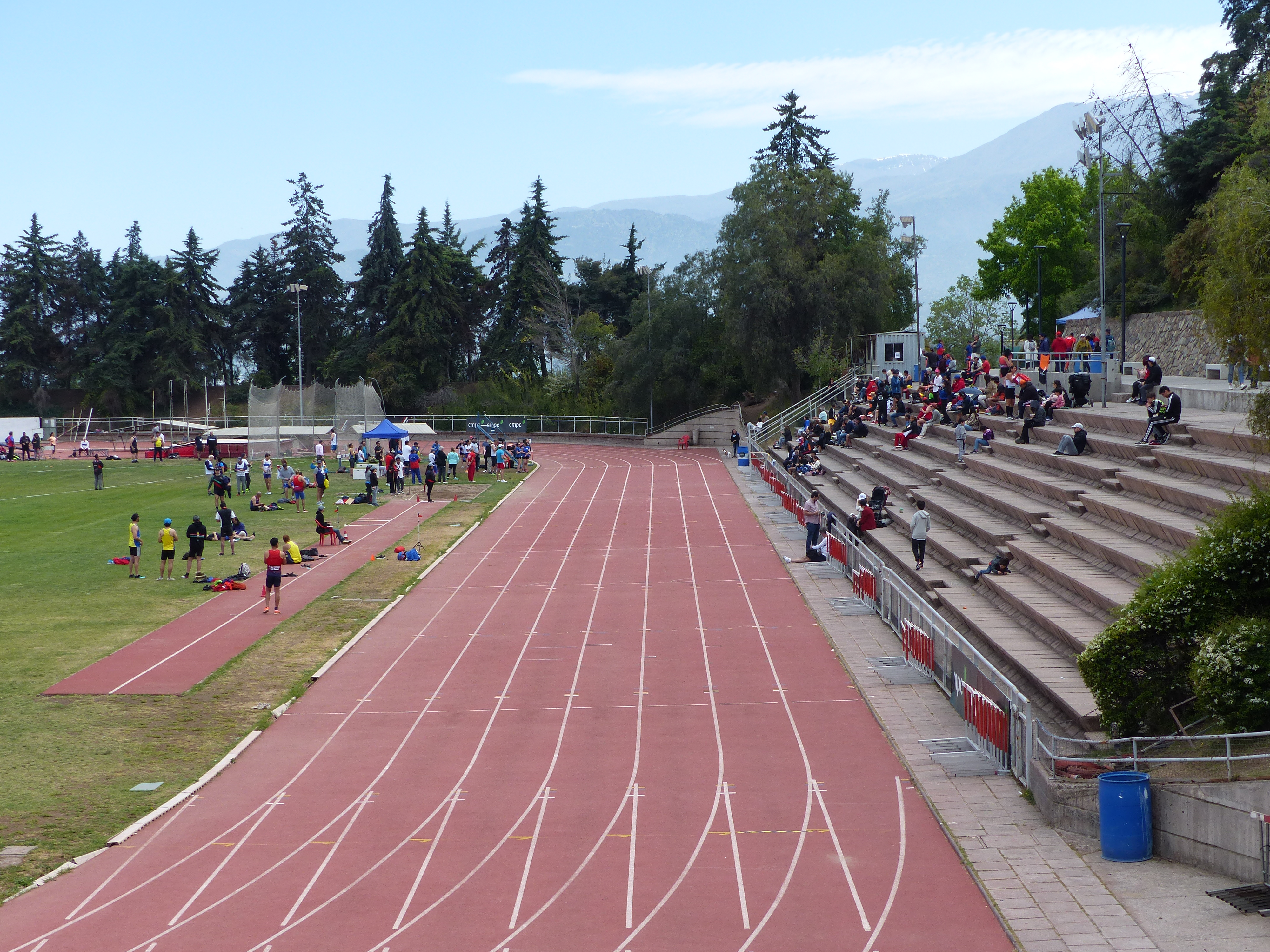
Pista Eliana Gaete Lazo en San Carlos de Apoquindo.

El Meeting UC es un torneo de atletismo organizado por el Club Deportivo Universidad Católica. Su periodicidad depende de la disponibilidad del calendario, pudiendo disputarse en una o más ocasiones durante la temporada. Es uno de los torneos reconocidos por la Federación Atlética de Chile, la cual contempla el certamen en su programación.

## Recinto deportivo
El Meeting UC se disputa en la pista atlética Eliana Gaete Lazo, la cual forma parte del Complejo Deportivo San Carlos de Apoquindo.

## Hitos
En 2020, compitiendo en una edición del Meeting UC, el deportista chileno Lucas Nervi, especialista en lanzamiento de disco, batió el récord sudamericano Sub-20 de su disciplina deportiva, con un lanzamiento de 66.35. En otra edición del Meeting UC disputada ese año, Claudio Romero, también lanzador de disco, batió el récord adulto y Sub-23 de Chile al lograr una distancia de 62.08, utilizando un implemento de 2 kilos (peso olímpico).
En septiembre de 2024, se realizó una nueva edición, en la cual podían competir los tres primeros atletas del ranking nacional. Deportistas de recorrido a nivel nacional y sudamericano como Ivana Gallardo, Eduardo Correa y Enrique Polanco se impusieron en sus pruebas.
En marzo de 2025, el torneo nuevamente contó con Ivana Gallardo, ganadora en lanzamiento de bala con 17.65, además de sumar a figuras destacadas como Isidora Jiménez, que se impuso en 200 metros con 23.74, y Joaquín Ballivián, también lanzador de bala, que obtuvo la medalla dorada con una distancia de 16.86. En salto con garrocha, Javiera Contreras triunfó con 3.80.